# Epiphyllum oxypetalum
 For alternative betydninger, se Nattens dronning (flertydig). (Se også artikler, som begynder med Nattens dronning)
Epiphyllum oxypetalum (populært også kaldet Dutchman's pipe (Hollænderpibe) eller Queen of the ball (Ballets Dronning)) er en epifyttisk voksende busk med en hængende vækstform. Den store, silkeagtige blomst holder kun én nat, men til gengæld er duften meget gennemtrængende.

## Beskrivelse
De ældre skud er runde i tværsnit, hår- og tornløse og mere eller mindre træagtige. De unge skud er flade og brede (bladagtige), bølgede og med hel rand, der har nogle få, buede tænder. Blomstringen foregår sent om foråret eller først på sommeren. Blomsterne er endestillede og har bægerblade, som er smalle, og de yderste er lyserøde, mens de inderste er hvide. Kronrøret er bøjet 90°, sådan at blomsten ikke vender nedad ligesom det skud, den sidder på. Frugterne er aflange, lidt knudrede og tornløse med mange, sorte frø.
Rodnettet er – som oftest hos epifytter – groft og trævlet. 
Højde x bredde: 0,50 x 3,00 m. 

## Hjemsted
Arten hører hjemme i lavlandets skove i de mexicanske delstater Chiapas, Oaxaca og Veracruz samt i Costa Rica, El Salvador, Guatemala, Honduras og Nicaragua. Her foretrækker den voksesteder i trækronerne, hvor den finder en "jord", som er humusrig og konstant fugtig, og hvor der er fuld sol eller let skygge. Blomstringen bliver kraftigst i fuld sol. Arten er forvildet mange steder, og der er uenighed om, hvor den har haft sit oprindelige voksested. 
I bunden af en lavlandsdal ved floden Actopans mellemste løb i delstaten Veracruz, Mexico, finder man en gammel lavastrøm, hvor der er opstået en 3-8 m høj, løvfældende skov. Området har sit regnoverskud i sommertiden. Her vokser arten sammen med bl.a. Bernardia interrupta (Vortemælk-familien), Bursera cinerea (Sæbetræ-familien), Casearia corymbosa (Barbadoskirsebær-familien), Cephalocereus palmeri (Kaktus-familien), Cnidoscolus aconitifolius (Vortemælk-familien), Comocladia engleriana (Sumak-familien), Croton ciliato-glandulosus (Vortemælk-familien), Diospyros oaxacana (Ibenholt-familien), Fraxinus schie (Oliven-familien),  Lysiloma acapulcensis (Ærteblomst-familien), Pseudobombax ellipticum (Katost-familien) og mange arter af Tillandsia (Ananas-familien)

## Anvendelse
Arten og sorter af den dyrkes for blomsternes skyld som stueplante.

## Note
1. ↑  Her følges angivelserne i Germplasm Ressources Information Network: Epiphyllum oxypetalum Arkiveret 14. maj 2009 hos  Wayback Machine (engelsk)
2. ↑  Gonzalo Castillo Campos, Patricia Dávila Aranda og José Alejandro Zavala Hurtado: La selva baja caducifolia en una corriente de lava volcánica en el centro de Veracruz: Lista florística de la flora vascular (Webside ikke længere tilgængelig) (spansk)